# Buerba
Buerba ist ein spanischer Ort in den Pyrenäen in der Provinz Huesca der Autonomen Gemeinschaft Aragonien. Der Ort gehört zur Gemeinde Fanlo. Buerba hatte im Jahr 2015 27 Einwohner. Buerba liegt im Valle de Vio.

## Sehenswürdigkeiten
- Kirche San Miguel (Bien de Interés Cultural)
- Casa Laplaza (Bien de Interés Cultural)

## Weblinks

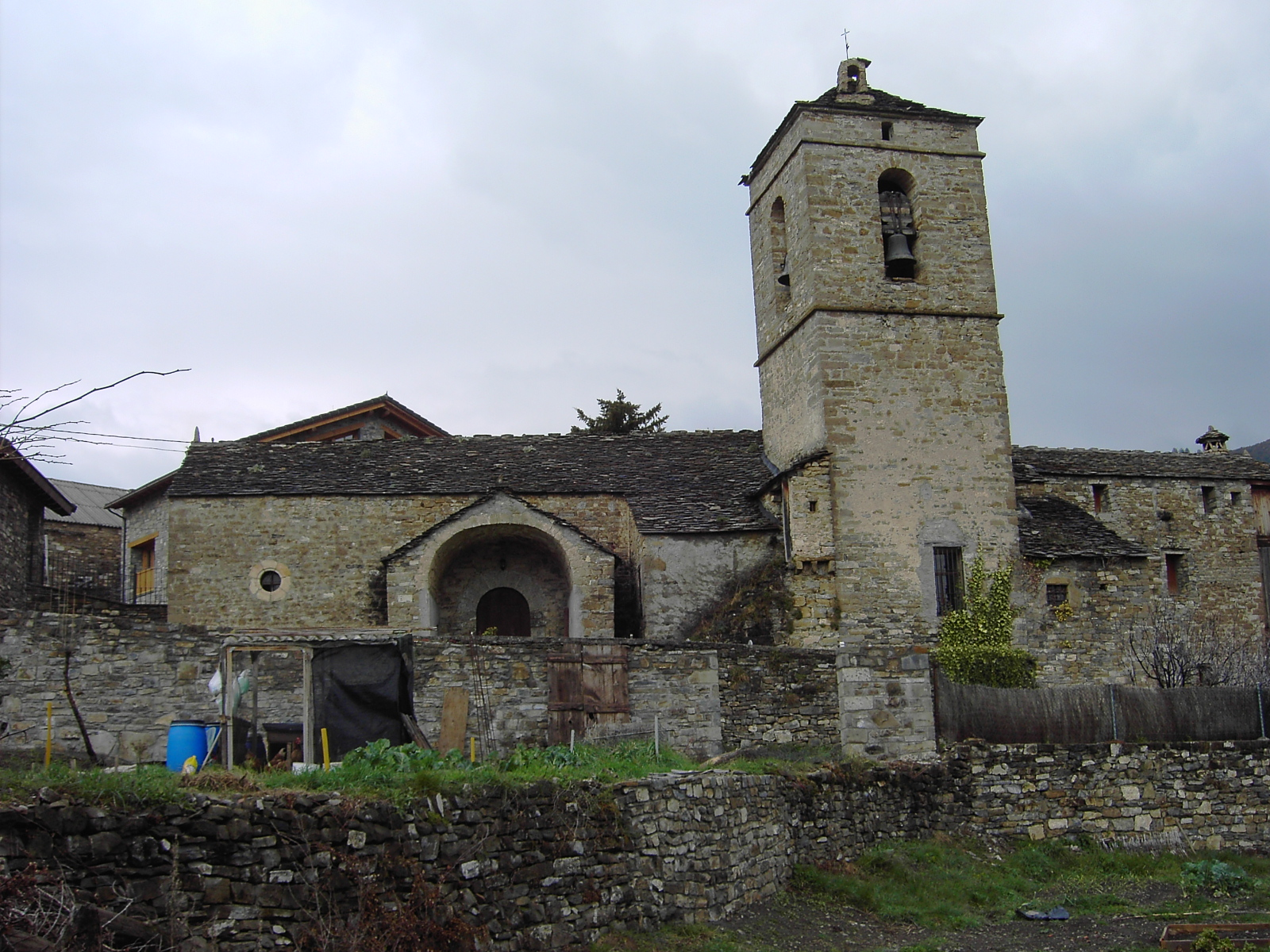
Kirche San Miguel